# Wolfgang Zenker (Mediziner)
Wolfgang Zenker (* 14. Februar 1925 in Brünn; † 6. Dezember 2022 in Zürich) war ein österreichischer Anatom und Histologe.
Zenker war Sohn eines Zahnarztes und besuchte das humanistische Gymnasium in Brünn mit dem Abitur 1944. Er studierte ein Semester Medizin in Prag, bevor er in die Wehrmacht einberufen wurde. Er wurde, da er ein guter Cellist war, zunächst vom Einsatz an der Front zurückgestellt und war im Bataillonsorchester. Danach war er im Sanitätsdienst in Libau, konnte aber 1945 mit dem Schiff der Einkesselung entkommen. Seine Eltern flohen währenddessen von Brünn nach Wien, wo Zenker sie 1946 wiedertraf und wo Zenkers Vater als Zahnarzt arbeitete. Zenker studierte Medizin in Wien und wurde noch während des Studiums Demonstrator am Anatomischen Institut. 1951 wurde er promoviert und 1958 habilitierte er sich. 1965 wurde er ordentlicher Professor für Anatomie an der neu gegründeten Ruhr-Universität Bochum. 1969 wurde er Professor an der Universität Wien. Von 1977 bis 1992 war er Professor an der Universität Zürich.
Zenker wies 1953 das Juxtaorale Organ bei Erwachsenen nach.
Er war Mitherausgeber und Mitautor einer Reihe von Anatomie-Lehrbüchern.
1955 erhielt er den Förderungspreis der Stadt Wien. 1987 war er Präsident der Gesellschaft für Anatomie. 2001 erhielt er den Kardinal-Innitzer-Preis (Großer Preis, er erhielt ihn auch schon 1964). 1973 wurde er korrespondierendes Mitglied der Österreichischen Akademie der Wissenschaften und 1990 Mitglied der Sudetendeutschen Akademie der Wissenschaften und Künste.
Er war seit 1953 mit der Kinderärztin Christine Zenker verheiratet.